# 同時審判の申出
同時審判の申出（どうじしんぱんのもうしで）とは、共同被告の一方に対する訴訟の目的である権利と共同被告の他方に対する訴訟の目的である権利とが法律上併存し得ない関係にある場合において、弁論及び裁判を分離しないで行うよう求める申出をいう（民事訴訟法41条）。

## 沿革・目的
例えば相手方の代理人と契約を結んだが代理権の存在に疑問が生じたという場合において、有権代理を前提に本人に履行請求するか、無権代理を前提に代理人の責任追及を行うかという問題が生じうる。しかし別々に訴訟を行っては、本人に対する訴訟で無権代理を理由に敗訴、代理人相手の訴訟では有権代理を理由に敗訴という、矛盾した理由による両方敗訴が生じうる。このようなことを回避するため、従来から主観的予備的併合を認めるかについて、学説上争われてきた。しかし、これには問題もあったため、平成8年に民事訴訟法が大改正される際、主観的予備的併合の明文化は見送られ同時審判申出の制度が創設された。

## 効果及び違反した場合の処理
効果は、弁論・裁判の分離及び併合が禁止されるというものである。この結果、下記に述べるような限界はあるものの、一応矛盾した判断による両敗訴という結果が回避されやすくなる。
弁論がもし分離された場合、直ちに原告が異議を述べない場合は黙示の申出撤回があったものとみなされ、分離は適法になるとの指摘がある。一方裁判が分離、すなわち一部判決が行われた場合、原告が異議を述べる時間的余裕がなければ一部判決は違法となるものとされる。

## 主観的予備的併合との相違点
- 主観的予備的併合は請求に順位を付けた予備的併合であるが、同時審判の申出は順位を付けない単純併合を前提とする。
- 主観的予備的併合では争いがあるが、同時審判の申出のされた訴訟は基本的に通常共同訴訟であり、共同訴訟人独立の原則が働くため、両被告に敗訴するということは起こりうる。
- 被告の一方に勝訴して他方に敗訴した場合において、敗訴した他方の被告のみが上訴して控訴審が異なる判断を示すと、原告は両方に敗訴しうる。このこと自体は主観的予備的併合でも同様であるが、主観的予備的併合では控訴審開始後に勝訴被告に対して付帯控訴できるのに対して、同時審判の申出は基本的に通常共同訴訟なので、控訴しなかった請求は移審しないため、付帯控訴できなくなる。